# 舊烏赫里尼夫

班德拉祖屋

舊烏赫里尼夫（羅馬化：Staryi Uhryniv）是烏克蘭西部伊凡諾-法蘭科夫斯克州卡路什區諾維察市鎮的村落，處於貝雷日尼齊亞河畔，始建於1447年，面積7.51平方公里，2001年人口1,010。